# Дружба (стадіон, Кагарлик)
Стадіонний комплекс «Дружба» який знаходиться в м.Кагарлик Київської області, на якому проводять свої домашні матчі ФК Дружба належить Кагарлицькій міській раді. Директор стадіону Віктор Лисенко. 31 травня 2023 року саме тут мирівська «Дружба» завоювала Кубок України серед аматорів. До «СК Дружба належить не тільки поле, а й стрілецький тир, ігровий майданчик зі штучним покриттям» Адреса: вул. Стадіонна, 12 м. Кагарлик, Київська область, 09200

## Історія
Кагарлицький стадіон був збудований в 1968 році. Перша назва була «Колос». Збудували стадіон спільними зусиллями організацій та підприємств району. У 2019 році було змінені трибуни з дерев'яних лавочок на сучасні крісла. А 2020 року за сприяння Олександра Онищенка було встановлено поливну систему, і змінили покриття поля. На той момент ігрове поле дещо зменшили з 105x75 на 103x68 метрів.

## Матчі
Нині на стадіоні виступає клуб другої ліги «Дружба». 31 травня 2023 року тут відбувся фінал «Кубку України серед амамторів» після чого Дружба перейшла до «Другої ліги», і в сезоні 2023/2024 «СК Дружба» приймає команди:
| U.C.S.A    | Кудрівка   | Карпати-2  | Кремінь-2 |
| ---------- | ---------- | ---------- | --------- |
| Чайка      | Нива       | Металург-2 | Васт      |
| Звягель    | Рух-2      | Реал Фарма |           |
| Скала 1911 | Тростянець | Локомотив  |           |